# Densospora tubiformis
Densospora tubiformis är en svampart som först beskrevs av P.A. Tandy, och fick sitt nu gällande namn av McGee 1996. Densospora tubiformis ingår i släktet Densospora, divisionen oksvampar och riket svampar.   Inga underarter finns listade i Catalogue of Life.